# Circolo Nautico Posillipo 2008-2009
Questa voce raccoglie le informazioni riguardanti il Circolo Nautico Posillipo nelle competizioni ufficiali della stagione 2008-2009.

## Rosa 2008-2009
| N° |                   | Ruolo | Giocatore              |
| -- | ----------------- | ----- | ---------------------- |
|    | Italia (bandiera) | P     | Bruno Antonino         |
|    | Italia (bandiera) | P     | Tommaso Negri          |
|    | Italia (bandiera) | D     | Zeno Bertoli           |
|    | Italia (bandiera) | D     | Andrea Scotti Galletta |
|    | Italia (bandiera) | D     | Domenico Mattiello     |
|    | Italia (bandiera) | D     | Fabrizio Buonocore     |
|    | Italia (bandiera) | CV    | Dario Vasaturo         |
|    | Italia (bandiera) | CV    | Fabio Gambacorta       |

| N° |                       | Ruolo | Giocatore       |
| -- | --------------------- | ----- | --------------- |
|    | Italia (bandiera)     | CB    | Fabio Baraldi   |
|    | Ungheria (bandiera)   | CB    | Zsolt Varga     |
|    | Montenegro (bandiera) | CB    | Boris Zloković  |
|    | Italia (bandiera)     | A     | Valentino Gallo |
|    | Italia (bandiera)     | A     | Paride Saccoia  |
|    | Montenegro (bandiera) | A     | Nikola Janović  |
|    | Italia (bandiera)     | A     | Luca Fiorillo   |

- Allenatore:  Carlo Silipo